# Marionette (singolo)
Marionette è il quarto singolo della cantante rumena Antonia Iacobescu. È uscito ufficialmente nell'estate del 2011 sotto l'etichetta Roton ed è stato scritto e prodotto dal dj olandese Afrojack.

## Video
Il video è stato pubblicato il 4 dicembre 2011 sotto l'etichetta Roster Music. Esso mostra all'inizio vari oggetti di una casa, tra cui dei suppellettili, un vestito, un cuscino, una chitarra ed il faretto di una bicicletta. Ad un tratto si sente uno squillo di telefono. Poi l'inquadratura si sposta su un ragazzo appena svegliatosi che si va a sedere sul divano e guarda la Iacobescu sullo schermo. Questa appare anche dietro di lui vestita con abiti intimi e una camicia bianca. Durante la canzone il ragazzo rimane seduto bevendo un caffè e mangiando una mela. Quest'ultima però causa la caduta delle altre mele presenti nel contenitore e urta la tazza di caffè facendolo riversare a terra e in parte sopra il frutto. La cantante viene intervallata da un ragazzo afro che balla su uno sfondo oscuro e dentro un cerchio infuocato. Nel finale la Iacobescu canta di fronte al ragazzo che raccoglie i frutti e pulisce per terra. Scopo della canzone è quello di far capire che la donna spesso viene usata come una marionetta al servizio dell'uomo.

## Successo
Ha raggiunto la posizione 96 tra i brani più suonati in Romania.